# Snerydning
 Denne artikel omhandler overvejende eller alene danske forhold. Hjælp gerne med at gøre artiklen mere almen.
Snerydning er bortskaffelse af sne fra steder, hvor det eller kan være farligt. Det gælder især offentlige veje, herunder fortove og pladser.

## Lovgivningen
Bestemmelser om pligtig snerydning fastlægges af offentlige myndigheder, som varierer fra land til land. I Danmark er det fastlagt i lov nr. 140 af 25. marts 1970 om vintervedligeholdelse og renholdelse af veje.

## Private grundejere
Når sne er faldet, skal det i Danmark fjernes fra veje og fortove om muligt i mindst 2 meters bredde af grundejerne. De fleste steder skal det være påbegyndt inden kl. 07:00 om morgenen. For private grundejere betyder dette oftest:
- at sne skal ryddes snarest muligt efter snefald
- at der skal "træffes foranstaltninger mod glat føre, ved snarest muligt – efter førets indtræden – at gruse eller på anden måde sikre, at færdselsarealet ikke er glat".

Mangelfuld snerydning kan føre til bøder eller erstatningskrav.

## Offentlige veje
Offentlige veje, herunder busstoppesteder, fodgængerovergange, gadehjørner, adgang til brandhaner og lignende sneryddes som regel af de offentlige myndigheder. Det er ikke tilladt at samle andet steds ryddet sne disse steder.

## Grusning og saltning
For at undgå glat føre på sneryddede steder kan man sprede grus eller salt.

## Snerydning i forhold til køre- og hviletidsbestemmelserne
Der findes flere firmaer, der tilbyder snerydningsservice. EU-kommissionen indførte i 2007 bestemmelser om, at firmaer med kontraktlig pligt til snerydning skal overholde ugenormen på maksimum 45 timer. Det betyder, at sådanne firmaer ikke længere har lov til at forskubbe deres hviletid, hvilket man tidligere har accepteret netop i forbindelse med snebekæmpelse. EU har dermed indført regler, der efter sigende forhindrer vognmænd i at opfylde deres kontrakt.[kilde mangler]
Brancheorganisationen DTL - der organiserer omkring 3.300 virksomheder, der samlet beskæftiger flere end 20.000 chauffører i Danmark - gjorde opmærksom på at en overtrædelse af reglerne ville indbære risiko for at miste kørekort mens en overholdelse af reglerne vil medføre en alvorlig og unødig fordyrelse af den privat betalte snerydning. Reglerne er siden reguleret således, at vinterførebekæmpelse er undtaget fra køre- og hviletidsbestemmelserne, idet:
| “ | "en fører påbegynder med førerkort en arbejdsperiode med en kørsel, der er omfattet af køre- og hviletidsbestemmelserne, afbryder med et hvil på 5 timer og udfører derefter "undtaget kørsel" (fx snerydning). Denne kørsel kan udføres uden eller med anvendelse af førerkort, og kørslen registreres som "andet arbejde". Bemærk, at der skal holdes et lovligt dagligt hvil umiddelbart efter udførelsen af vinterførebekæmpelse, da hvilet jo blev brudt efter kun 5 timer". | ” |

Naturligvis kan arbejdet udføres med skovl uden brug af køretøj.

## Hensynet til erhvervsaktive
Opfyldelsen af snerydningsforpligtelsen er af største betydning for flere serviceerhverv, således postbude, avisbude og lignende transporttjenester, renovationsvæsenet, plejepersonale for ældre og/eller syge, skorstensfejere, brand- og Redningsvæsenet, politi og andre myndigheder.